# Sacciolepis indica
Sacciolepis indica là một loài thực vật có hoa trong họ Hòa thảo. Loài này được (L.) Chase miêu tả khoa học đầu tiên năm 1908.

## Hình ảnh

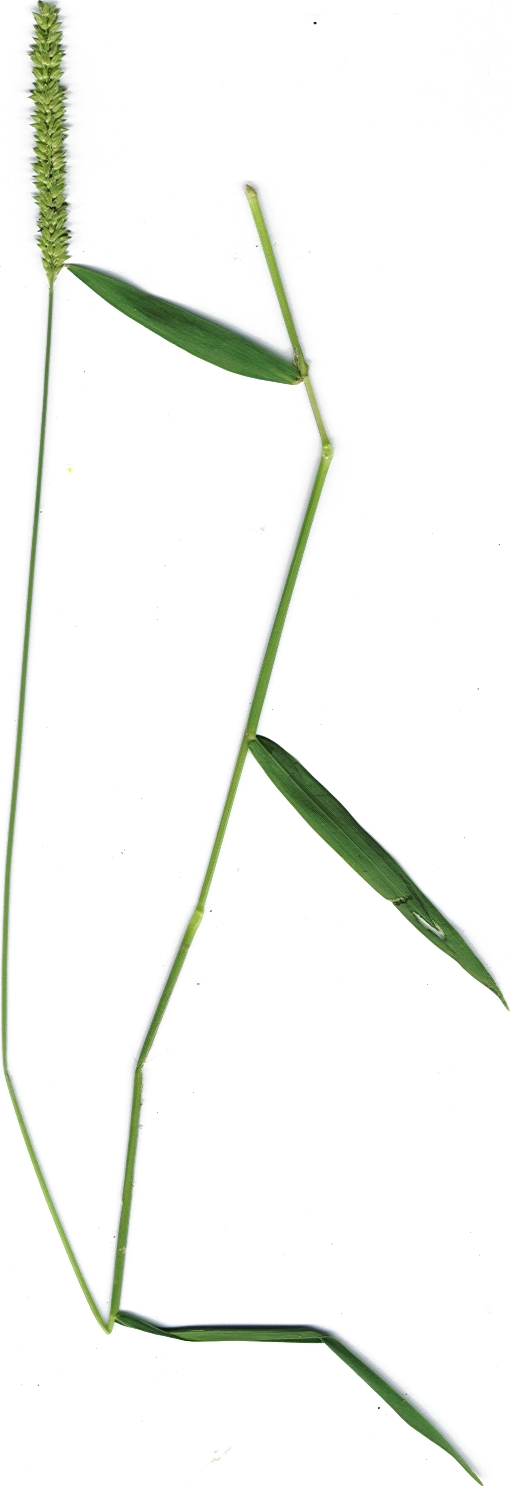
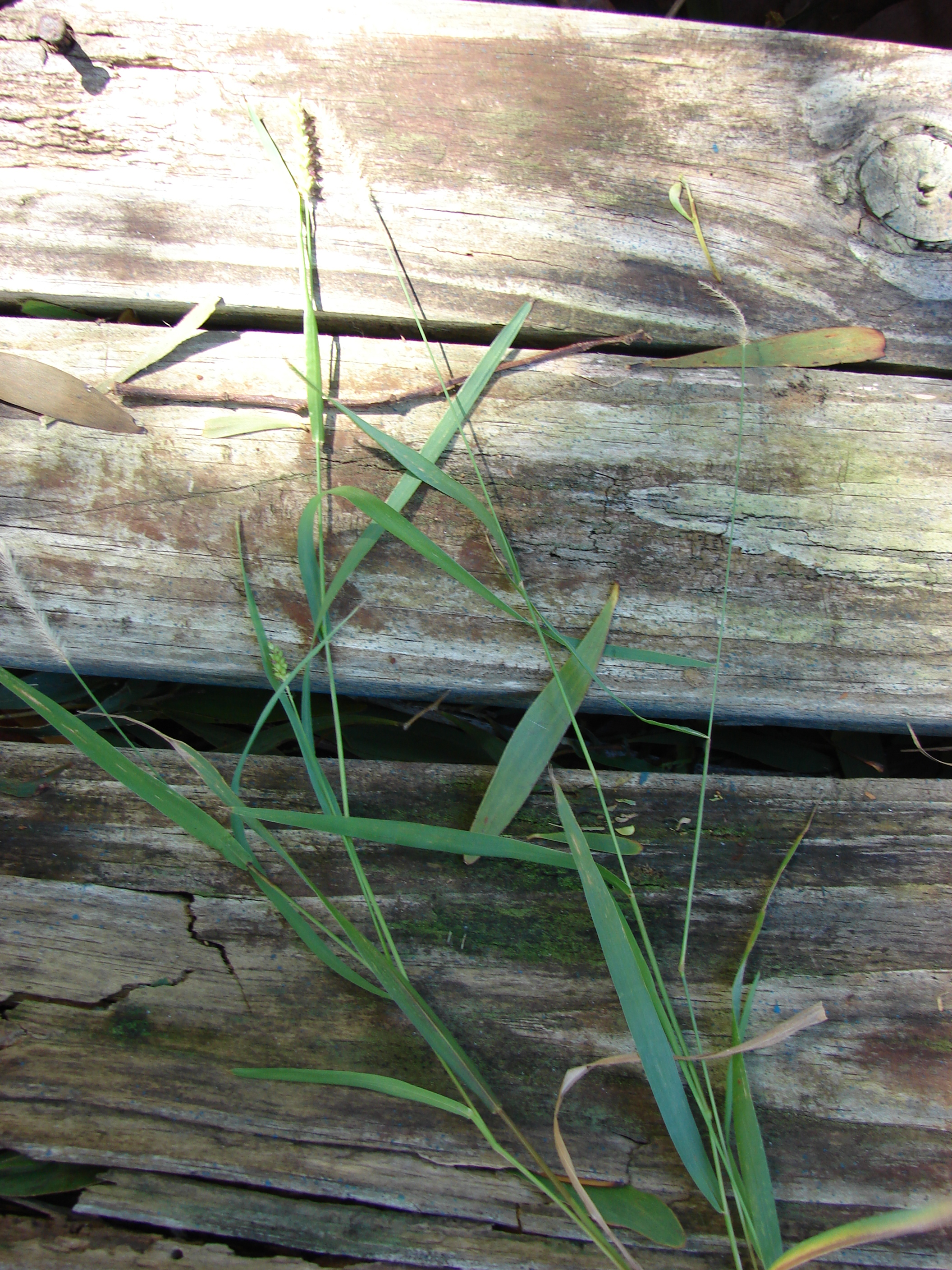
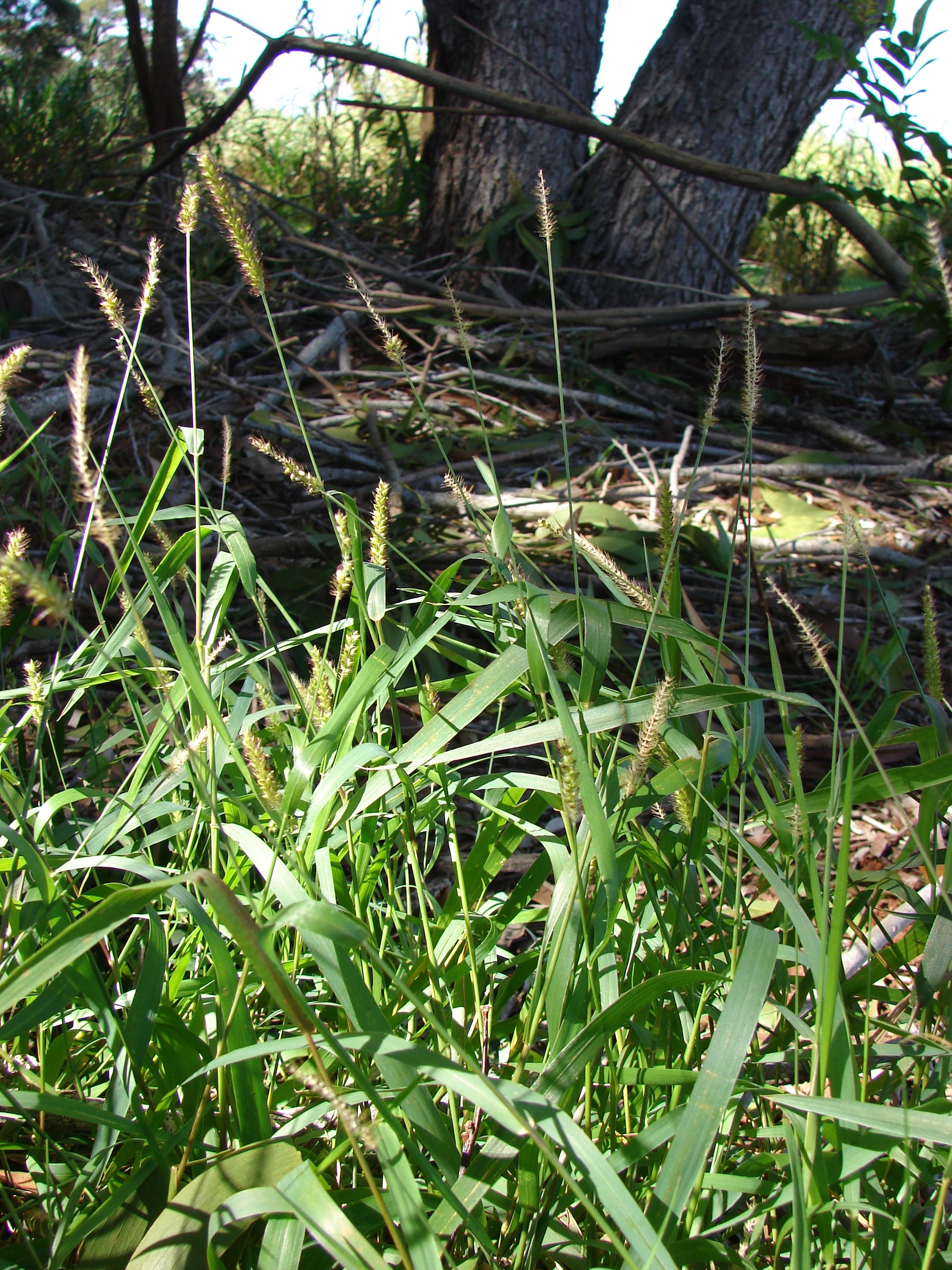
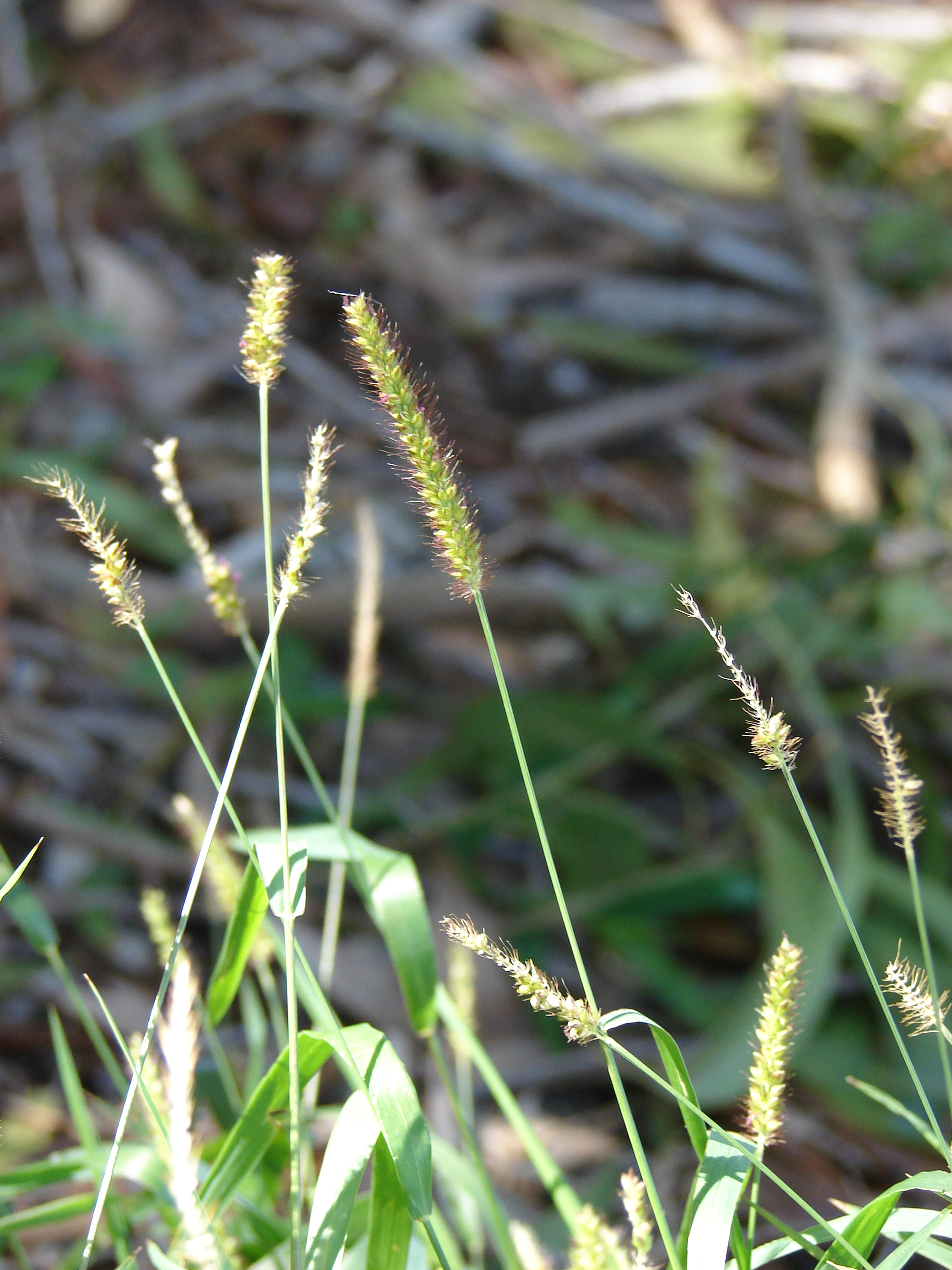